# 广州地铁29号线
广州地铁29号线是广州地铁规划中的地铁线路之一。线路途经黄埔区、天河区、白云区和花都区，是首条计划下穿白云山的地铁线。

## 概况
在广州市政府于2020年11月批复的《广州市轨道交通线网规划（2018-2035）》中，29号线由花都区的花都广场站，经花都、白云、天河、黄埔四区，最终到达规划中的黄埔火车站。此外，29号线还是本次线网规划中唯一下穿白云山的地铁线，若规划得到落实，将成为连通白云及天河两区的重要联络通道，大幅缩短白云山东西两侧的通勤距离。
2021年12月3日，广州市有关部门开始启动“白云——天河连接通道”工程可行性研究报告编制的招标。根据招标文件，该通道下穿白云山的区段与规划中的本线高度重合，有望与本线同步建设。但该通道横贯白云山东西两侧的设计引发争议，有人认为其能缓解交通拥堵情况，但也有人认为其影响生态环境，更有甚者批评隧道破坏广州所谓的“龙脉”。最终，当局于12月14日决定停止对该编制计划进行招标。有消息称，由于在白云山下兴建隧道的想法多次引起争议，29号线的规划需要进行大幅度的修改，以避开相关线位。

## 车站
目前29号线的具体设站情况并不明确。根据早前规划，29号线与其它线路换乘的车站或有：
- 花都广场站、花都汽车城站：换乘9号线。9號線建設時未作出預留。
- 神山工业园站：前往神山北站换乘广佛环线。
- 朝阳站：换乘13号线。13號線建設時未作出預留。
- 石井站：换乘8号线。8号线建設時未作出預留。
- 黄石站：换乘24号线。24号线仍在规划中，预留情况未知。
- 馬務站：换乘14号线。14号线建設時已预留换乘通道接口[5]。
- 蕭崗站：换乘2号线。2号线建設時未作出預留。
- 京溪南方医院站：换乘3号线。3号线建設時未作出預留。
- 京溪路站：换乘18号线和26号线。18号线与26号线为叠落站台换乘，但未为本线作出预留。
- 天河客运站：换乘3号线和6号线。3号线和6号线均未作出预留。
- 智慧城西站：前往智慧城站换乘广佛环线。
- 天河智慧城站：换乘21号线。21号线建設時未作出預留。
- 黄埔站：换乘19号线、28号线和37号线。三线均为远期线路，预留情况未知。